# 龙编县
龙编县，古县名，在今越南河内东。
西汉置龙编县，为交州刺史部、交趾郡治所。东汉建安八年（203年），交州治迁广信县（今广西梧州）。三国吴永安七年（264年）还于龙编。
隋唐属交州交趾郡。唐武德四年（621年）以龙编县地为龙州，置武宁、平乐二县。贞观元年（627年）废州，复为龙编县。